# فرودگاه ساراگوسا
فرودگاه ساراگوسا  (به انگلیسی: Zaragoza Airport) (به زبان بومی: Aeropuerto de Zaragoza) یک فرودگاه همگانی با کد یاتا ZAZ است که یک باند فرود بتن دارد و طول باند آن ۳۷۱۸ متر است. این فرودگاه در شهر ساراگوسا کشور اسپانیا قرار دارد و در ارتفاع ۲۶۳ متری از سطح دریا واقع شده‌است.

## شرکت‌های هواپیمایی و مقصدهای پروازی

### مسافری
| شرکت‌های هواپیمایی | مقصدهای پروازی                                                      |
| ----------------- | ------------------------------------------------------------------- |
| ایر اروپا         | پالما د مایورکا فصلی: لانزاروته، تنریف جنوبی                        |
| رایان‌ایر          | اوریو آل سریو، بروکسل جنوب شرلروآ، استانستد لندن فصلی: باووایس-تیلی |
| ولوتی             | فصلی: ایبیزا، منورکا، پالما د مایورکا                               |
| ویولینگ           | پالما د مایورکا، تنریف جنوبی                                        |
| ویز ایر           | هنری کواندا، کلوژ-نپوکا                                             |

### باری
| شرکت‌های هواپیمایی       | مقصدهای پروازی                                             |
| ----------------------- | ---------------------------------------------------------- |
| AirBridgeCargo Airlines | شرمتیوو                                                    |
| Air China Cargo         | اسخیپول آمستردام، شانگهای پودنگ، تیانجین بینهای            |
| ASL Airlines Belgium    | لیژ                                                        |
| کارگولوکس               | لوگزامبورگ - فیندل                                         |
| چاینا کارگو ایرلاینز    | اسخیپول آمستردام، شانگهای پودنگ                            |
| امارات اسکای‌کارگو       | اسخیپول آمستردام، آل مکتوم، مکزیکو سیتی، نیو کیتو          |
| هواپیمایی اتیوپی        | کوتوکا، بایون گوآنگجو، لیژ                                 |
| هواپیمایی قطر           | حمد، لس‌آنجلس، لوگزامبورگ - فیندل، مکزیکو سیتی، جان اف کندی |